# Hiperanestezja
Hiperanestezja – znieczulenie miejscowe lub całkowite osiągane już przy bardzo lekkich stanach hipnotycznych stosowane w medycynie naturalnej.
Ten stan można osiągać po odpowiednim treningu bez indukcji hipnotycznej.
Pionierem analgezji hipnotycznej w Polsce była dr Maria Szulc.